# 柏原站 (兵庫縣)
柏原站（日语：／ Kaibara eki */?）是位於兵庫縣丹波市柏原町柏原字松端1172番1號，西日本旅客鐵道（JR西日本）的福知山線車站。

## 概要

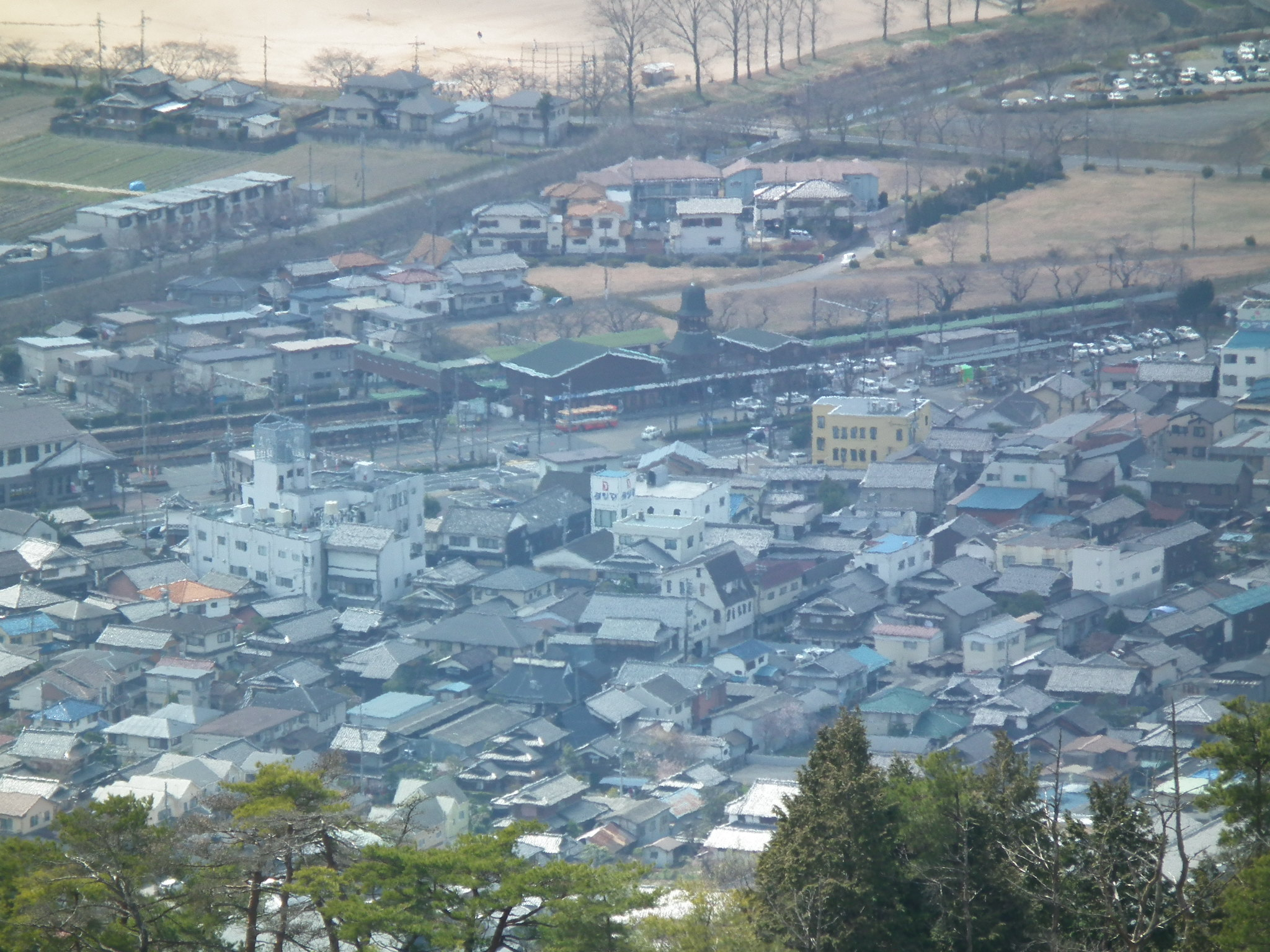
從上空觀看柏原站

本站是由篠山口站管理的直營車站，為丹波市的玄關口。此站是市內唯一特急停車站，所有特急「東方白鸛」列車起停站。本站也是福知山線中唯一設有販賣車站便當的車站，此站設有販賣「豬肉飯」。
在JR線上，同時也有2座相同寫法但不相同日文讀法的車站，分別是位於關西本線（大和路線）的柏原站和東海道本線柏原站（かしわばらえき）。在MARS發行的車票中，此站會以「(福) 柏原」標示。

## 歷史
- 1899年（明治32年）
  - 5月25日 - 阪鶴鐵道 篠山站（現時為篠山口站）至此站之間開通，此站啟用[1]。開始提供旅客和貨運服務。
  - 7月15日 - 阪鶴鐵道 此站至福知山南口站（後來為福知站，現已廢止）。
- 1907年（明治40年）8月1日 - 根據鐵道國有法（日语：鉄道国有法），阪鶴鐵道被國有化，成為帝國鐵道廳車站。
- 1909年（明治42年）10月12日 - 制定路線名稱，此站成為阪鶴線車站。
- 1912年（明治45年）3月1日 - 阪鶴線福知山站以南區間改名為福知山線，此站成為福知山線車站。
- 1973年（昭和48年）4月1日 - 結束貨物起卸業務。
- 1987年（昭和62年）4月1日 - 伴隨國鐵分割民營化，車站由西日本旅客鐵道（JR西日本）營運。
- 1991年（平成3年）9月21日 - 為了大阪花博，「山之站」的新車站大樓開始使用[1]。
- 1992年（平成4年）4月1日 - 篠山口鐵道部（日语：篠山口鉄道部）成立，並開始管轄此站。
- 2009年（平成21年）6月1日 - 隨著篠山口鐵道部廢止，此站回復由福知山分社（日语：西日本旅客鉄道福知山支社）管轄，由篠山口站管理此站。
- 2021年(令和3年）春天（預定） - 此站可使用IC卡「ICOCA」。

## 車站構邊
本站是地面車站，設有2面2線的相對式月台，可進行列車交會。此站沒有自動閘機，也不能使用ICOCA等IC卡。在2021年春天，此站預計可以使用ICOCA等交通系IC卡。在車站前設有公共廁所。櫃臺營業時間從首班車出發的早上5時至晚上11時。在2007年（平成19年）2月，於閘內設置了LED式列車出發資訊牌，以及在閘內外設置了液晶顯示器式列車出發資訊牌。男女廁位於閘外，整日都可以使用。在2017年6月至同年10月，車站進行翻新工程，位於閘外的廁所加設無障礙設備。1號月台和站前巴士站附近均曾設有廁所，現已拆毀。

### 月台
| 月台 | 路線     | 上下行 | 方向             | 備註                     |
| ---- | -------- | ------ | ---------------- | ------------------------ |
| 1    | 福知山線 | 上行   | 篠山口、三田方向 | 篠山口、三田方向         |
| 1    | 福知山線 | 下行   | 福知山方向       | 原則上使用此月台         |
| 2    | 福知山線 | 下行   | 福知山方向       | 進行列車交會時使用此月台 |

1號月台為上行本線，2號月台為下行本線。但是1號月台兩方向都可進站和出發。
當列車不需要進行列車交會時，為了乘客不用使用跨線橋，原則上上下行線列車會停靠1號月台。否則，篠山口、大阪方向的上行列車會停靠1號月台，福知山方向的下行列車會停靠2號月台。

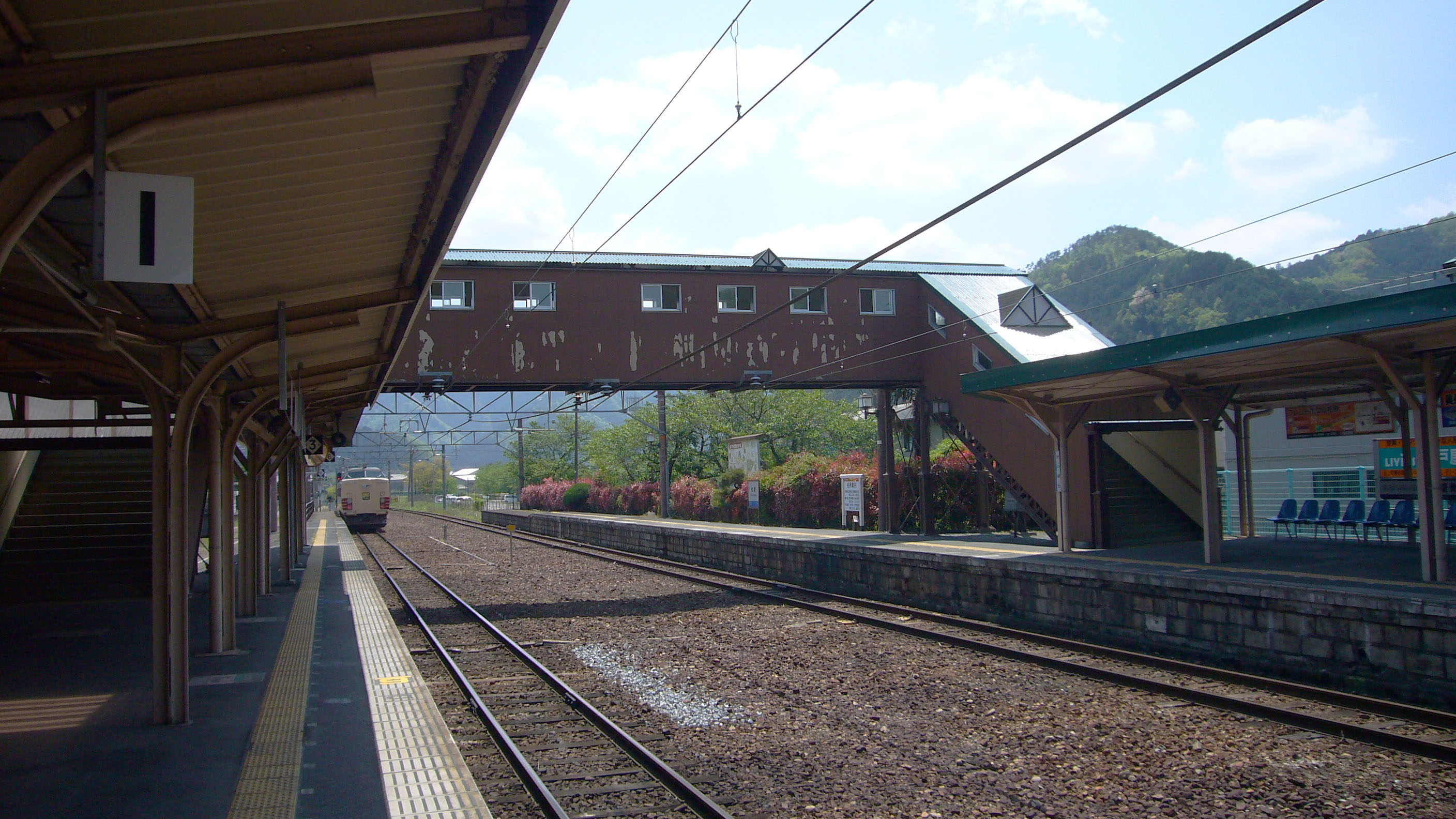
月台(2006年5月)
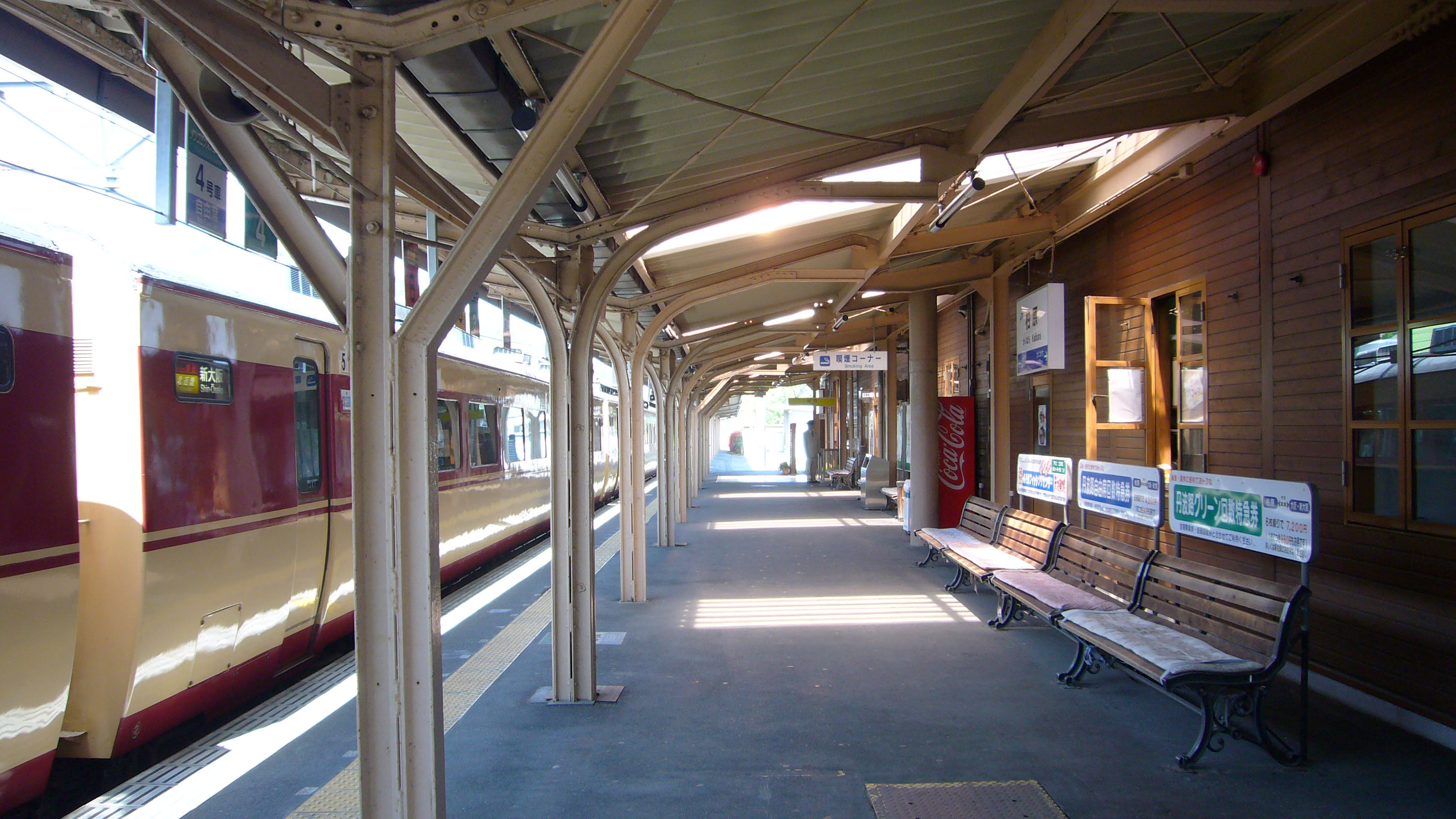
候車處
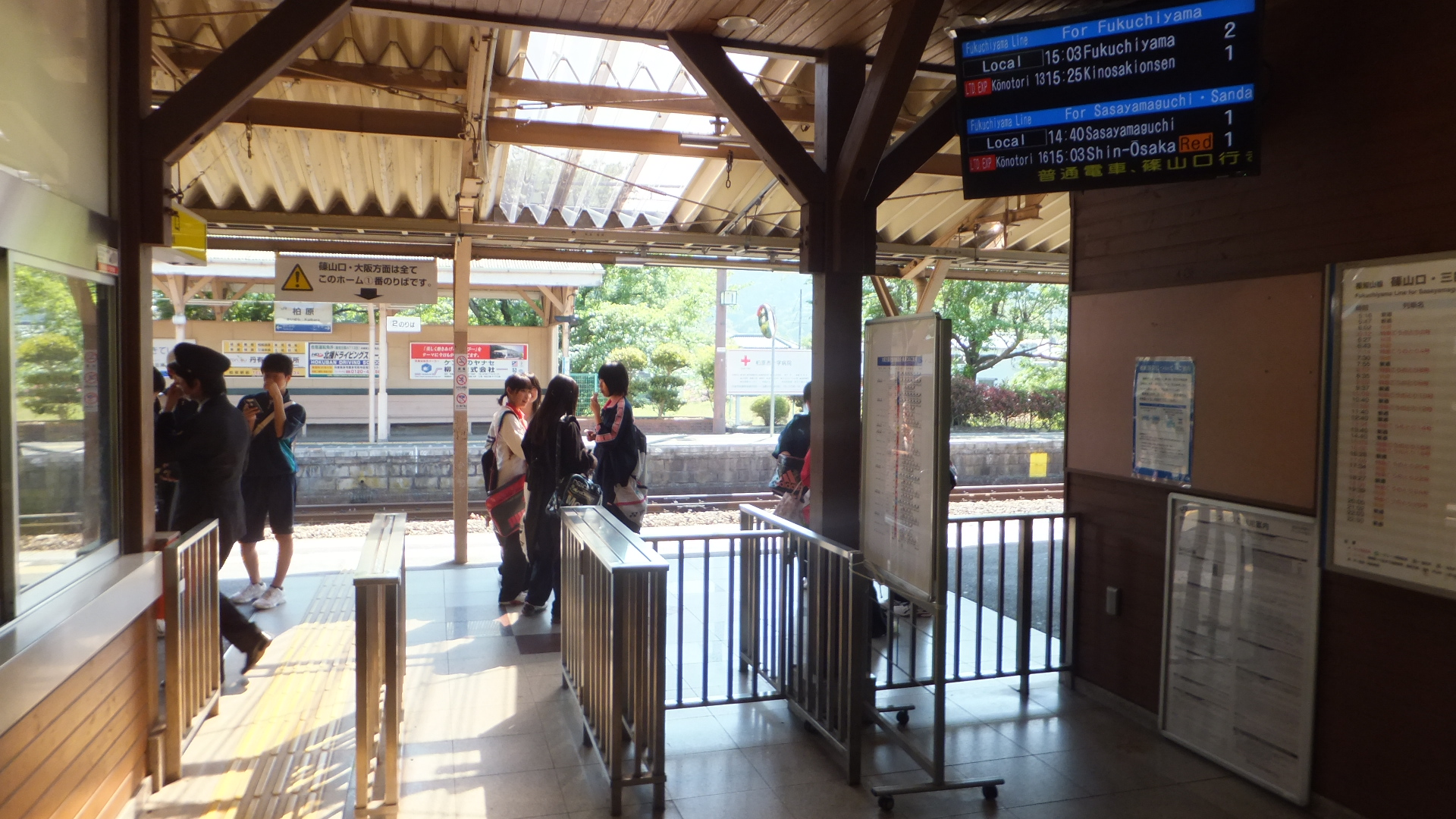
驗票口(2014年5月)
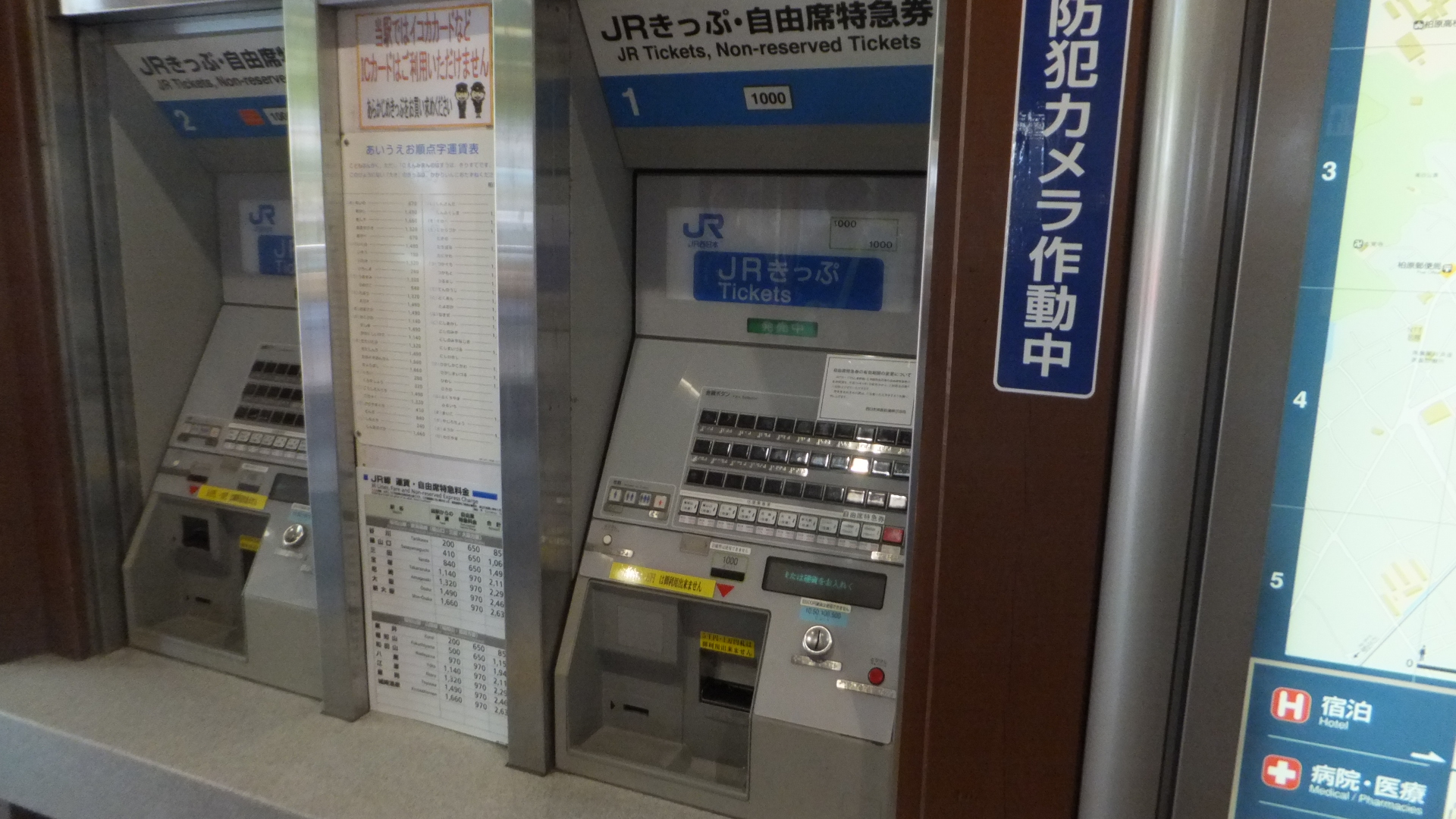
曾經設置的按鈕式售票機
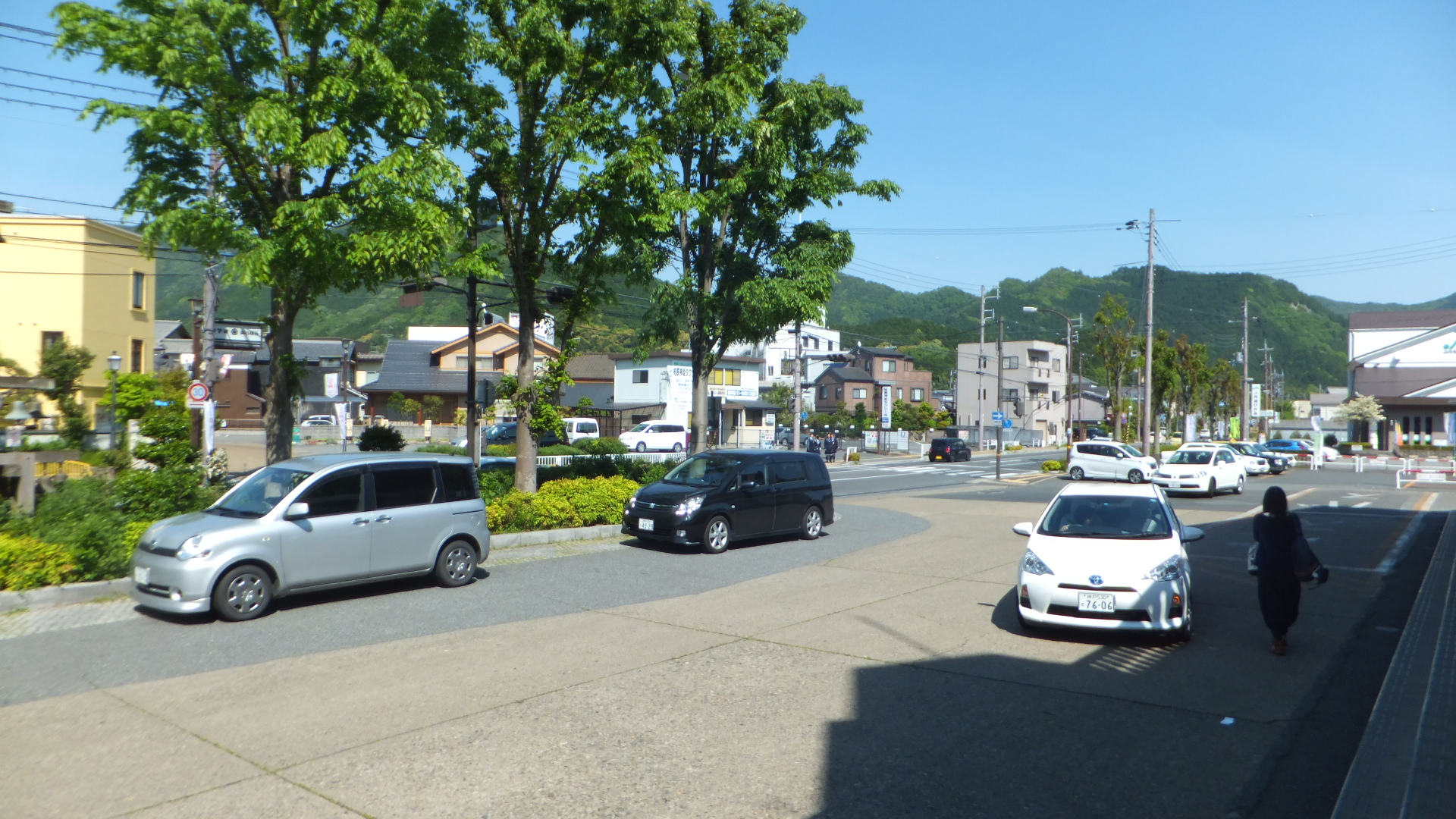
迴旅路

## 班次
在日間，每1小時設有1班普通列車和1班特急「東方白鸛」停站。普通列車會以篠山口站為起終點站。在早上和晩上設有來往大阪站的丹波路快速列車。

## 使用狀況
根據「兵庫縣統計書」，2016年（平成28年）度1日平均乘車人次為816人。
以下為近年1日平均乘車人次列表。
| 年度   | 1日平均 乘車人次 |
| ------ | ---------------- |
| 1998年 | 1,320            |
| 1999年 | 1,236            |
| 2000年 | 1,195            |
| 2001年 | 1,166            |
| 2002年 | 1,127            |
| 2003年 | 1,073            |
| 2004年 | 1,035            |
| 2005年 | 986              |
| 2006年 | 948              |
| 2007年 | 900              |
| 2008年 | 900              |
| 2009年 | 886              |
| 2010年 | 884              |
| 2011年 | 892              |
| 2012年 | 905              |
| 2013年 | 929              |
| 2014年 | 840              |
| 2015年 | 825              |
| 2016年 | 816              |

## 車站周邊
在國道北邊設有住宅區。在南邊主要為田地。
在車站站前設有，田捨女和田艇吉的銅像。
- 丹波市政廳柏原分所
- 兵庫縣立柏原高等學校（日语：兵庫県立柏原高等学校）

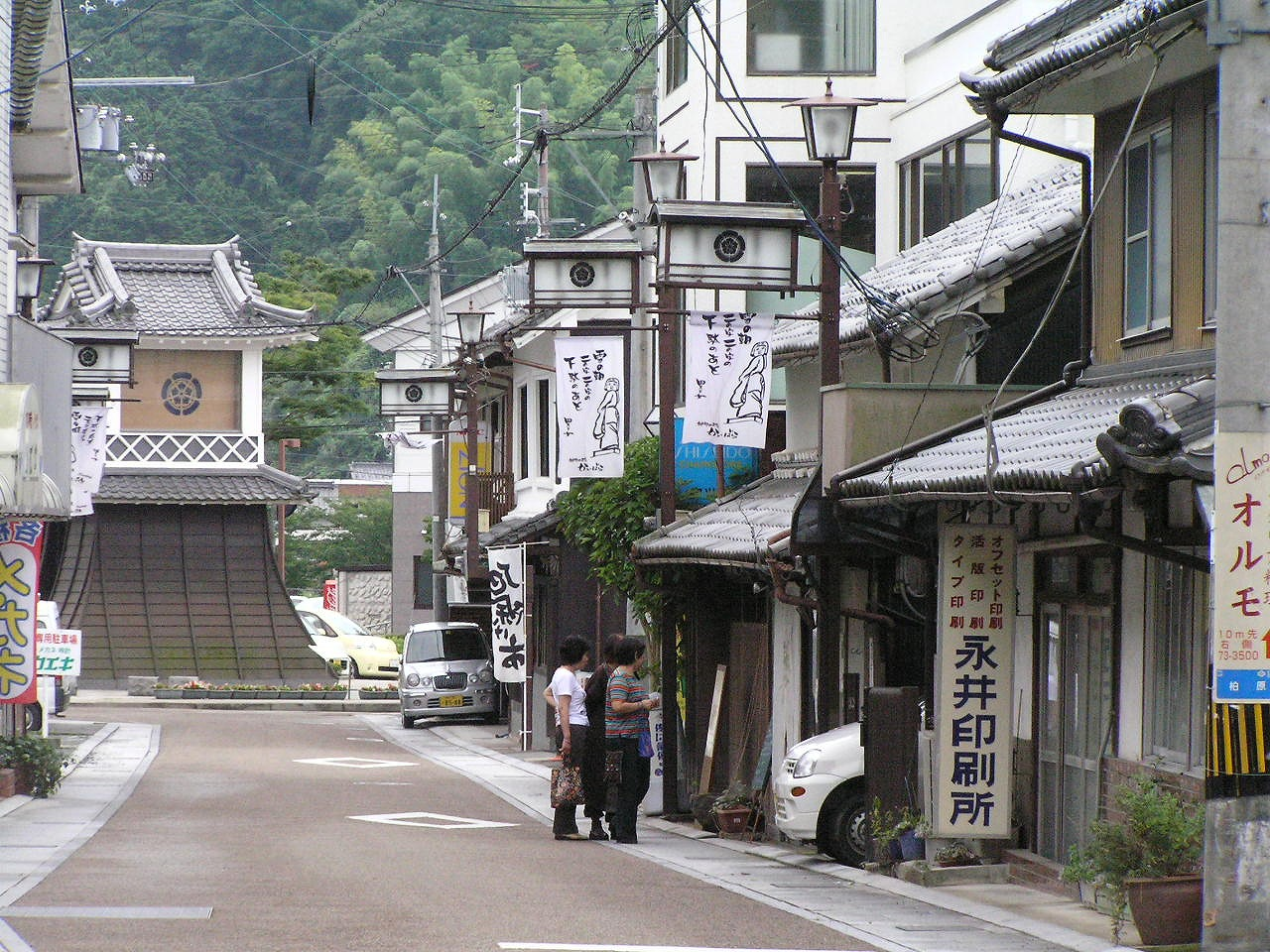
柏原站前通

  - 兵庫縣立柏原高等學校紀念館 - 在1911年（明治44年）建成的西洋風格校舍
- 丹波市立崇廣小學
- 前冰上郡各町村組合高等小學（日语：旧氷上郡各町村組合高等小学校） - 1885年（明治18年）建成的西洋風格校舍
- 柏原公共職業安定所（日语：公共職業安定所）
- 神戶地方裁判所（日语：神戸地方裁判所） 柏原分部
- 柏原圖書館（日语：丹波市立図書館#柏原図書館）（位於丹波市立柏原居民中心內）
- 丹波之森公苑
- 柏原陣屋（日语：柏原陣屋）遺蹟 - 國家指定古蹟
- 柏原八幡神社（日语：柏原八幡神社）
- 柏原町民俗資料館（日语：柏原町民俗資料館）（田捨女紀念館）
- 木之根橋（日语：木の根橋）
- 丹波新聞社（日语：丹波新聞社）
- 柏原郵局（日语：柏原郵便局 (兵庫県)）
- 港銀行（日语：みなと銀行） 柏原分店
- 國道176號（日语：国道176号）

## 巴士路線
在車站前設有神姬綠巴士「柏原」巴士站。停靠的巴士路線均可使用IC卡（NicoPa、PiTaPa、ICOCA等）。
- 前往篠山營業所（經西紀分所（日语：西紀町））
- 前往佐治（經石生站前、丹波市政廳） ※在星期六、日、假日時，其中1班經關西紀念墓園。
- 前往青垣居民中心前（經石生站前、丹波市政廳） ※只於平日服務，其中2班經關西紀念墓園。
- 前往關西紀念墓園（經石生站前、丹波市政廳） ※只於星期六、日、假日時服務
- 前往野瀨（經黑井站） ※1日只有1班

上述部分路線經丹波醫療中心。
另外，曾經設有神姬巴士前往三宮站前的巴士路線。

## 相鄰車站
西日本旅客鐵道（JR西日本）
 福知山線
- 特急「東方白鸛」停車站

■丹波路快速、■普通
谷川－柏原－石生

## 注腳
1. 1 2 3 4 5 6 7 8 9 10 11  . 神戸新聞総合出版センター. 2011-12-15: 121. ISBN 9784343006028 （日语）.
2. 1 2 3 4  川口素生. . 洋泉社. 2017-03-02. ISBN 978-4-8003-1166-5.
3. ↑  兵庫県統計書 （页面存档备份，存于）（日語）

## 外部連結
- 柏原｜車站資訊：JR出門網 - 西日本旅客鐵道（日語）